# Sakjapa

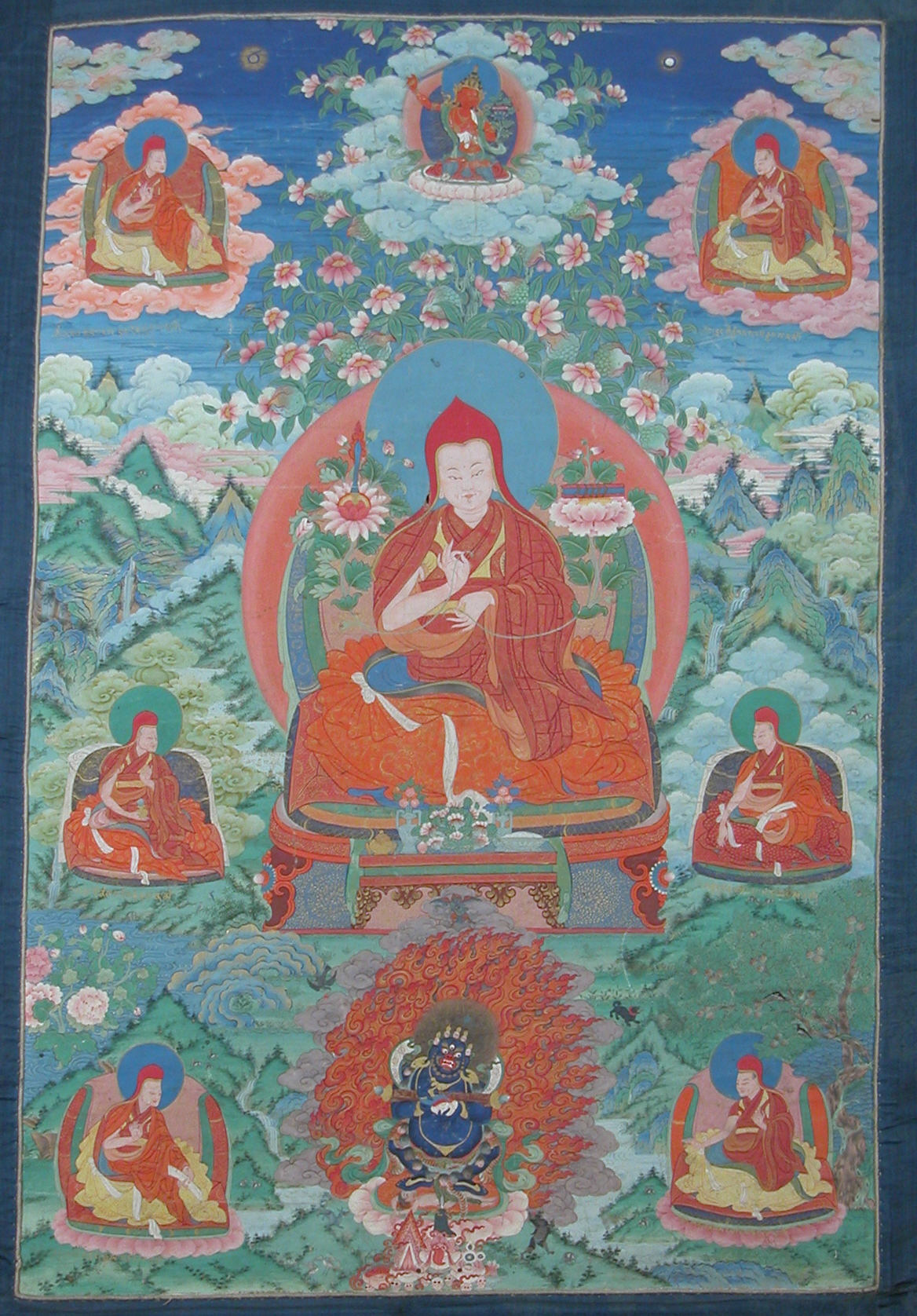
Sakja Pandita, thangka z 18. století

Sakjapa (tibetsky ས་སྐྱ་, ve Wylieho transkipci Sa skya), čili Škola šedé země, je jednou z velkých škol tibetského buddhismu

## Vznik

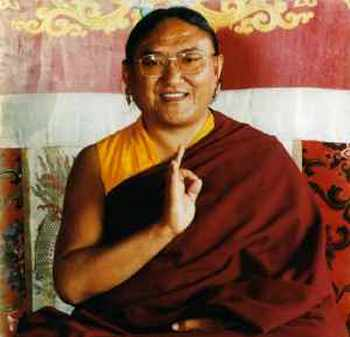
Současná ústřední postava školy Sakjapa, 41. patriarcha Sakja Trizin Ngawang Künga

Název Sakjapa je odvozen od tibetského kláštera Sakja založeného v roce 1073. Svou podobu jako samostatná škola získali sakjapovci především díky pěti lamům pocházejících až do dnešních dnů z rodu Khön. Každý z nichž byl identifikován jako inkarnace bódhisattvy Maňdžušrího.
- Sačhen Künga Ňingpo (1092–1158)
- Sönam Cemo (1142–1182)
- Dagpa Gjalcchän (1147–1216)
- Sakja-pandita Künga Gjalcchän (1182–1251)
- Čhögjal-phagpa Lodö Gjalcchän (1235–1280)

V současnosti je v čele hnutí 41. patriracha Thidzin Ngawang Künga.

## Učení
Učení Sakjapy se zakládá na duchovní nauce lämbda. Velmi zjednodušeně lze říci, že sakjapovci nevidí rozdíl mezi samsárou a nirvánou. Obě mají stejnou podstatu a pramení z mysli člověka, která je v podstatě spojením jasnosti a prázdnoty. Cíl cesty je obsažen v cestě samé.
Důležitou úlohu v hnutí zastává bódhisattva Maňdžušrí.

## Vliv
Asi nejvlivnější z lamů, Sakja-pandita Künga Gjalcchän, překládal do sanskrtu četná díla, která se stala známá i mimo Indii. Tak se stalo, že ho Čingischánův vnuk Godan pozval do Mongolska. Jeho učení zaznamenalo i tam velký úspěch a díky tomu byla škole v roce 1249 svěřena světská vláda nad Tibetem.
Škola výrazně ovlivnila mimo jiné Congkhapu, zakladatele školy Gelugpa.